# Thijs van Leeuwen
Thijs van Leeuwen (Heerde, 15 luglio 2001) è un calciatore olandese, centrocampista del Den Bosch.

## Carriera
Cresciuto nel settore giovanile del Twente, ha esordito in prima squadra il 12 settembre 2020, nella partita di campionato vinta per 2-0 contro il Fortuna Sittard. Il 7 novembre segna la prima rete a livello professionistico, nella vittoria esterna ottenuta per 2-4 contro l'ADO Den Haag, appena un minuto dopo il suo ingresso in campo.

## Statistiche

### Presenze e reti nei club
Statistiche aggiornate al 28 febbraio 2021.
| Stagione        | Squadra         | Campionato      | Campionato | Campionato | Coppe nazionali | Coppe nazionali | Coppe nazionali | Coppe continentali | Coppe continentali | Coppe continentali | Altre coppe | Altre coppe | Altre coppe | Totale | Totale | Totale |
| Stagione        | Squadra         | Comp            | Pres       | Reti       | Comp            | Pres            | Reti            | Comp               | Pres               | Reti               | Comp        | Pres        | Reti        | Pres   | Reti   |        |
| --------------- | --------------- | --------------- | ---------- | ---------- | --------------- | --------------- | --------------- | ------------------ | ------------------ | ------------------ | ----------- | ----------- | ----------- | ------ | ------ | ------ |
| 2020-2021       | Twente          | E               | 14         | 3          | CO              | 0               | 0               | -                  | -                  | -                  | -           | -           | -           | 14     | 3      |        |
| Totale carriera | Totale carriera | Totale carriera | 14         | 3          |                 | 0               | 0               |                    | -                  | -                  |             | -           | -           | 14     | 3      |        |